# 학산중학교 (전북)
학산중학교(鶴山中學校)는 대한민국 전북특별자치도 정읍시 상동에 있는 사립 중학교이다.

## 학교 연혁
- 1969년 10월 14일 : 학교법인 「동신학원」 설립인가
- 1970년 3월 5일 : 「동신여자중학교」 개교
- 1996년 9월 20일 : 이사장 김수엽 취임
- 1997년 3월 27일 : 학교법인 「묵제학원」 명칭 변경
- 1997년 4월 10일 : 「학산여자중학교」로 교명 변경
- 2006년 3월 1일 : 「학산중학교」로 교명 변경
- 2022년 3월 1일 : 남녀공학 전환
- 2022년 9월 1일 : 강위수 교장 취임
- 2024년 1월 5일 : 제52회 졸업식 114명(총 졸업생 12,871명)
- 2024년 3월 4일 : 신입생 131명(5학급) 입학

## 참고 자료
- 학산중학교 - 한국교육학술정보원 학교알리미